# Constant Tamboucha
Constant Tamboucha (3 maggio 1976) è un ex calciatore gabonese, di ruolo centrocampista.

## Carriera

### Nazionale
Ha debuttato in Nazionale il 22 ottobre 1995, nell'amichevole Gabon-Sierra Leone (1-0). Ha messo a segno la sua prima rete con la maglia della Nazionale il 1º luglio 2000, in São Tomé e Príncipe-Gabon (1-1). Ha partecipato, con la Nazionale, alla Coppa d'Africa 1996 e alla Coppa d'Africa 2000. Ha collezionato in totale, con la maglia della Nazionale, 23 presenze e una rete.

## Statistiche

### Cronologia presenze e reti in Nazionale
| Cronologia completa delle presenze e delle reti in nazionale ― Gabon | Cronologia completa delle presenze e delle reti in nazionale ― Gabon | Cronologia completa delle presenze e delle reti in nazionale ― Gabon | Cronologia completa delle presenze e delle reti in nazionale ― Gabon | Cronologia completa delle presenze e delle reti in nazionale ― Gabon | Cronologia completa delle presenze e delle reti in nazionale ― Gabon | Cronologia completa delle presenze e delle reti in nazionale ― Gabon | Cronologia completa delle presenze e delle reti in nazionale ― Gabon |
| Data                                                                 | Città                                                                | In casa                                                              | Risultato                                                            | Ospiti                                                               | Competizione                                                         | Reti                                                                 | Note                                                                 |
| -------------------------------------------------------------------- | -------------------------------------------------------------------- | -------------------------------------------------------------------- | -------------------------------------------------------------------- | -------------------------------------------------------------------- | -------------------------------------------------------------------- | -------------------------------------------------------------------- | -------------------------------------------------------------------- |
| 22-10-1995                                                           | Libreville                                                           | Gabon                                                                | 1 – 0                                                                | Sierra Leone                                                         | Amichevole                                                           | -                                                                    |                                                                      |
| 26-11-1995                                                           | Libreville                                                           | Gabon                                                                | 1 – 2                                                                | Camerun                                                              | Amichevole                                                           | -                                                                    |                                                                      |
| 28-11-1995                                                           | Libreville                                                           | Gabon                                                                | 0 – 2                                                                | Costa d'Avorio                                                       | Amichevole                                                           | -                                                                    |                                                                      |
| 22-12-1995                                                           | Ouagadougou                                                          | Burkina Faso                                                         | 2 – 5                                                                | Gabon                                                                | Amichevole                                                           | -                                                                    | 46’                                                                  |
| 27-12-1995                                                           | Bamako                                                               | Mali                                                                 | 1 – 2                                                                | Gabon                                                                | Amichevole                                                           | -                                                                    |                                                                      |
| 16-01-1996                                                           | Durban                                                               | Gabon                                                                | 1 – 2                                                                | Liberia                                                              | Coppa d'Africa 1996                                                  | -                                                                    | 62’                                                                  |
| 19-01-1996                                                           | Durban                                                               | Gabon                                                                | 2 – 0                                                                | RD del Congo                                                         | Coppa d'Africa 1996                                                  | -                                                                    | 63’                                                                  |
| 28-01-1996                                                           | Durban                                                               | Gabon                                                                | 1 – 1 (1 - 4 dtr)                                                    | Tunisia                                                              | Coppa d'Africa 1996 - Quarti di finale                               | -                                                                    | 92’                                                                  |
| 19-10-1996                                                           | Libreville                                                           | Gabon                                                                | 2 – 0                                                                | Burkina Faso                                                         | Amichevole                                                           | -                                                                    |                                                                      |
| 27-07-1997                                                           | Libreville                                                           | Gabon                                                                | 1 – 1                                                                | Namibia                                                              | Qual. Coppa d'Africa 1998                                            | -                                                                    |                                                                      |
| 06-06-1999                                                           | Libreville                                                           | Gabon                                                                | 3 – 1                                                                | Angola                                                               | Qual. Coppa d'Africa 2000                                            | -                                                                    | 65’                                                                  |
| 20-06-1999                                                           | Les Avirons                                                          | Mauritius                                                            | 2 – 2                                                                | Gabon                                                                | Qual. Coppa d'Africa 2000                                            | -                                                                    | 80’                                                                  |
| 07-11-1999                                                           | Libreville                                                           | Gabon                                                                | 4 – 0                                                                | Guinea Equatoriale                                                   | Amichevole                                                           | -                                                                    | 80’                                                                  |
| 10-11-1999                                                           | Libreville                                                           | Gabon                                                                | 1 – 0                                                                | Rep. Centrafricana                                                   | Amichevole                                                           | -                                                                    |                                                                      |
| 13-11-1999                                                           | Libreville                                                           | Gabon                                                                | 0 – 0                                                                | Rep. del Congo                                                       | Amichevole                                                           | -                                                                    |                                                                      |
| 14-11-1999                                                           | Libreville                                                           | Gabon                                                                | 2 – 0                                                                | Ciad                                                                 | Amichevole                                                           | -                                                                    |                                                                      |
| 28-11-1999                                                           | Libreville                                                           | Gabon                                                                | 3 – 2                                                                | Burkina Faso                                                         | Amichevole                                                           | -                                                                    | 80’                                                                  |
| 08-04-2000                                                           | Antananarivo                                                         | Madagascar                                                           | 2 – 0                                                                | Gabon                                                                | Qual. Mondiali 2002                                                  | -                                                                    |                                                                      |
| 22-04-2000                                                           | Libreville                                                           | Gabon                                                                | 1 – 0                                                                | Madagascar                                                           | Qual. Mondiali 2002                                                  | -                                                                    | 58’                                                                  |
| 01-07-2000                                                           | Sao Tomé                                                             | São Tomé e Príncipe                                                  | 1 – 1                                                                | Gabon                                                                | Qual. Coppa d'Africa 2002                                            | 1                                                                    | 12’                                                                  |
| 15-07-2000                                                           | Libreville                                                           | Gabon                                                                | 4 – 1                                                                | São Tomé e Príncipe                                                  | Qual. Coppa d'Africa 2002                                            | -                                                                    |                                                                      |
| 18-03-2001                                                           | Libreville                                                           | Gabon                                                                | 2 – 0                                                                | Mali                                                                 | Amichevole                                                           | -                                                                    |                                                                      |
| 24-03-2001                                                           | Libreville                                                           | Gabon                                                                | 1 – 1                                                                | Kenya                                                                | Qual. Coppa d'Africa 2002                                            | -                                                                    | 80’                                                                  |
| Totale                                                               |                                                                      | Presenze                                                             | 23                                                                   |                                                                      | Reti                                                                 | 1                                                                    |                                                                      |

## Palmarès

### Club

#### Competizioni nazionali
- Campionato gabonese di calcio: 3

FC 105 Libreville: 1998, 1999, 2001